# Personalpfarrei
Die Personalpfarrei (lateinisch paroecia personalis, in Österreich Personalpfarre) ist gemäß dem katholischen Kirchenrecht eine besondere Organisationsform der Pfarrei. 

## Beschreibung
Während die Pfarrei im Allgemeinen als Gemeinschaft der Gläubigen und als Teilkirche definiert ist, der alle Katholiken in einem bestimmten Territorium angehören, hat die Personalpfarrei kein eigenes Gebiet. Die Zugehörigkeit der Katholiken zu Personalpfarreien ist nicht vom Wohnsitz abhängig; vielmehr werden ihnen bestimmte Gruppen von Gläubigen zugewiesen, die sich durch Ritus oder Sprache, seltener auch durch Nationalität oder soziale Herkunft von der übrigen katholischen Bevölkerung einer Region unterscheiden. Wenn es dem Bischof geboten erscheint, kann er im Interesse einer angemessenen pastoralen Betreuung für derartige Gruppen spezielle Pfarreien errichten.
Der Codex Iuris Canonici erwähnt die Möglichkeit zur Bildung von Personalpfarreien ausdrücklich für:
- Gläubige eines anderen Ritus (can. 383 § 2)
- Studierende (can. 813)

## Personalpfarreien in der Militärseelsorge
Auch die katholische Militärseelsorge bedient sich dieser Organisationsform. In Österreich beispielsweise bestehen derzeit (2018) 16 Personalpfarreien für Angehörige des Bundesheeres und ihre Familien, hinzu kommen drei Personalpfarreien im Ausland an Standorten, an denen Bundesheersoldaten an internationalen Einsätzen teilnehmen (Stand Februar 2018: Bosnien, Kosovo und Libanon).

## Personalpfarreien für nationale Minderheiten
Weit verbreitet sind seit dem 20. Jahrhundert aber auch Personalpfarreien für nationale Minderheiten, die weltweit durch die vielen Migrationsbewegungen entstanden sind. In großer Zahl entstanden derartige Nationalpfarreien daher zuerst in den Einwanderungsländern Vereinigte Staaten und Kanada. Nach dem Zweiten Weltkrieg kam es auch in vielen europäischen Staaten zur Gründung von Personalpfarreien.
In der katholischen Kirche werden die Vor- und Nachteile insbesondere der Nationalpfarreien kontrovers diskutiert. Einerseits bietet die kategoriale Seelsorge für die nationalen Minderheiten die Möglichkeit, ihre Kirchenbindung zu erhalten, weil ihre Angehörigen die Pfarre als „ein Stück Heimat“ in fremder Umgebung ansehen und sie daher gern aufsuchen. Andererseits widerspricht die Abgrenzung von Pfarreien nach nationalen Kriterien dem universalen und übernationalen Charakter der katholischen Kirche.

## Personalpfarreien für Altritualisten
Am 1. Februar 2007 wurde in Bordeaux unter Druck des Vatikans für das 2006 errichtete altritualistische Institut du Bon Pasteur erstmals eine Personalpfarrei eingerichtet, in der die Gottesdienste in der außerordentlichen Form des römischen Ritus gefeiert werden. Auch in Rom gibt es seit Juni 2008 eine solche Pfarrei, die von der Priesterbruderschaft St. Petrus betreut wird. Befördert wurde diese Praxis durch das Motu proprio Summorum Pontificum vom 7. Juli 2007, das im Herbst desselben Jahres in Kraft getreten war. Seit dem Motu proprio Traditionis custodes von Papst Franziskus, in Kraft getreten am 16. Juli 2021, dürfen keine altritualistischen Personalpfarreien mehr errichtet werden.